# Netherlands Society of Cinematographers
Netherlands Society of Cinematographers (NSC) is een Nederlandse beroepsvereniging van cinematografen. De vereniging is opgericht op 25 juli 1994 met als voorzitter Theo Bierkens. Aangesloten leden die het vak van cinematografie beoefenen kunnen via een ballotage-systeem tot volwaardig lid gekozen worden en mogen de titel NSC achter hun naam voeren.
Bij het 25-jarig bestaan in 2019 gaf de NSC een manifest uit om de werkomstandigheden bij het maken van films te verbeteren. Volgens NSC heeft een doorgeschoten regelgeving een negatieve invloed op het camerawerk. De producent en het filmfonds moeten zich op de achtergrond houden, zodat de regisseur en cinematograaf zich kunnen richten op het daadwerkelijk maken van de film, zonder last te hebben van beperkende regels en gewoontes.
Sinds 2020 looft de NSC de Robby Müller Award uit, in samenwerking met het International Film Festival Rotterdam (IFFR) en Andrea Müller-Schirmer, Robby Müller’s weduwe.
De NSC speelde tevens een rol in het publiceren van de boeken Shooting Time (2013) en Dutch Post-war Fiction Film through a Lens of Psychoanalysis (2021) van Peter Verstraten.